# Pignon
Pignon (en criollo haitiano Piyon) es una comuna de Haití que está situada en el distrito de San Rafael de la Angostura, del departamento de Norte.

## Secciones
Está formado por las secciones de:
- Savannette (que abarca la villa de Pignon)
- La Belle Mère

## Demografía
| Gráfica de evolución demográfica de Pignon entre 2009 y 2015 |
|                                                              |

Los datos demográficos contemplados en este gráfico de la comuna de Pignon son estimaciones que se han cogido de 2009 a 2015 de la página del Instituto Haitiano de Estadística e Informática (IHSI). 